# Chester Pitts
(en) Statistiques sur pro-football-reference

Chester Morise Pitts II, né le 26 juin 1979 à Inglewood, en Californie, est un joueur professionnel américain de football américain, jouant au poste de offensive guard et offensive tackle au sein de la National Football League. Il joue au football américain universitaire pour les Aztecs de l'université d'État de San Diego et dans la NFL pour les Texans de Houston et les Seahawks de Seattle de 2002 à 2011. 
Pitts est au centre de la publicité SuperAd de la NFL diffusée pendant le Super Bowl XLII, racontant l'histoire du début de sa carrière.

## Jeunesse
Pitts fréquente l'Académie de Californie de mathématiques et de sciences à Carson, en Californie. Son école n'avait pas de programme de football américain, il a donc participé à des compétitions de lancer du poids et du disque dans l'équipe d'athlétisme, a remporté les honneurs de la All-League et a établi plusieurs records scolaires.

## Carrière universitaire
Pitts étudie à l'université d'État de San Diego et travaille comme emballeur dans un supermarché Ralphs. Après une rencontre fortuite avec Ephraim Salaam (en), Pitts rejoint l'équipe de football de l'université en tant qu'étudiant de première année. Après avoir dominé en entraînement le futur pro-bowler Kabeer Gbaja-Biamila, il obtient une bourse d'études. Il est titulaire pendant deux saisons avant d'être drafté par les Texans de Houston.

## Carrière professionnelle
Pitts est sélectionné lors du deuxième tour de la draft 2002 de la NFL (50e choix) par les Texans de Houston. Il est titularisé lors de tous les matchs de ses huit premières saisons avec les Texans, soit en offensive guard gauche, soit en offensive tackle gauche. Lors de sa dernière saison avec l'équipe en 2009, Pitts ne joue que deux matchs, qu'il commence tous les deux. Lors de son dernier match de la saison, Pitts se blesse au genou droit, ce qui met fin à sa saison et nécessite une opération pour microfracture.
Pitts signe avec les Seahawks de Seattle en tant qu'agent libre avant le début de la saison 2010 de la NFL, mais n'a pas pu récupérer suffisamment de son opération de l'intersaison pour jouer en première partie de saison. Il participe à sept matchs, en débute cinq et participe aux playoffs pour la première fois.

## Dans la culture populaire
Pendant le Super Bowl XLII, la NFL diffuse une publicité mettant en vedette Pitts et son coéquipier des Texans, Ephraim Salaam. Dans cette publicité, Pitts et Salaam se souviennent que Salaam avait découvert Pitts, « ce grand type », en train d'emballer des provisions dans un magasin près de l'université d'État de San Diego, qu'ils fréquentaient tous les deux. Pitts, un hautboïste dévoué qui n'avait jamais joué au football américain, est convaincu par Salaam de rejoindre l'équipe de l'école et réalise de si bonnes performances qu'il est drafté par les Texans de Houston au deuxième tour de la draft de la NFL en 2002, tandis que Salaam est choisi par les Falcons d'Atlanta au septième tour de la draft 1998 de la NFL. La musique de la publicité, avec un hautbois, le Concerto Brandebourgeois no 2 de Bach, est jouée par Pitts.

## Carrière à la télévision
En novembre 2012, Pitts commence à travailler comme présentateur sportif pour KPRC, News 2 Houston à Houston, au Texas. En 2013, Pitts participe à la 23e saison de The Amazing Race avec son ancien coéquipier Ephraim Salaam. Après avoir subi plusieurs retards de voyage sur leur chemin de Santiago à Lisbonne, ils terminent à la 9e place sur onze équipes et sont la troisième équipe éliminée de la course à leur arrivée, lorsque l'hôte Phil Keoghan (en) arrive à l'aéroport de Lisbonne, car toutes les autres équipes de la course ont déjà terminé toutes les tâches et sont enregistrées au Pit Stop avant même d'arriver au Portugal. De plus, ils deviennent la première équipe de l'histoire de Amazing Race à être éliminée à l'aéroport.

### Articles de journaux
1. ↑  (en) « Chester Pitts | PLAYERS | NFLPLAYERS.COM », sur www.nflplayers.com, 29 juin 2007 (version du 29 juin 2007 sur Internet Archive)
2. ↑  (en-US) Mike Sullivan, « SDSU's Pitts goes from bagging groceries to possible pro future », sur The San Diego Union-Tribune, 11 octobre 2001 (consulté le 24 février 2020)
3. ↑  (en) « How to watch every My Story, ESPN's CFB150 video series », sur ESPN.com, ESPN, 13 janvier 2020 (consulté le 24 février 2020)
4. ↑  (en) « Houston Lifestyles & Homes magazine Mar 2009: Houston Lifestyles Magazine, The Home of Houston Texan Chester Pitts and LaToya Hutchins . », sur www.houstonlifestyles.com (consulté le 24 février 2020)
5. ↑  (en) bigfatdrunk, « Top 10 Texans Draft Successes - #6: Chester Pitts », sur Battle Red Blog, 22 avril 2011 (consulté le 24 février 2020)
6. ↑  (en) Joseph Healy, « Houston Texans: 2002 NFL Draft in Retrospect », sur Bleacher Report, 27 juin 2011 (consulté le 24 février 2020)
7. ↑  (en) Mike Kerns, « Top 20 Houston Texans in Franchise History », sur Bleacher Report, 13 octobre 2011 (consulté le 24 février 2020)
8. 1 2  (en) Madd Hatta, « FORMER TEXAN, CHESTER PITTS, TALKS TO THE MADD HATTA MORNING SHOW », sur 97.9 The Box, 14 juin 2012 (consulté le 24 février 2020)
9. ↑  (en) Eric Williams, « Hawks sign OG Chester Pitts », The News Tribune, 29 juillet 2010 (consulté le 24 février 2020)
10. ↑  (en-US) « Seahawks sign free-agent G Pitts for $2M », sur Fox Sports, 29 juillet 2010 (consulté le 24 février 2020)
11. ↑  (en) « Chester Pitts 2010 Game Log », sur Pro-Football-Reference.com (consulté le 24 février 2020)
12. ↑  (en) « SB XLII ad: NFL SuperAd », sur NFL.com (consulté le 24 février 2020)
13. ↑  (en-US) Arash Markazi, « Arash Markazi: Pair of Texans reminisce at filming of Super Bowl ad », sur Sports Illustrated, 28 janvier 2008 (consulté le 24 février 2020)
14. ↑  (en) David Barron, « Former Texans lineman Pitts has the ear for it », Houston Chronicle, 13 novembre 2013 (consulté le 24 février 2020)
15. ↑  (en) Tom Archdeacon, « Amazing! Demonz player a celebrity », sur daytondailynews.com, Dayton Daily News, 30 octobre 2013 (consulté le 24 février 2020)
16. ↑  (en) « Chester & Ephraim », sur The Amazing Race (consulté le 24 février 2020)
17. ↑  (en) T. V. Guide, « Amazing Race's Chester and Ephraim: We Don't Regret Taking the Double Connection », sur Waynesboro Record Herald - Waynesboro, PA, 14 octobre 2013 (consulté le 24 février 2020)